# (545) Mesalina
(545) Mesalina es un asteroide perteneciente al cinturón exterior de asteroides descubierto el 3 de octubre de 1904 por Paul Götz desde el observatorio de Heidelberg-Königstuhl, Alemania.
Está nombrado por la emperatriz romana Mesalina, tercera esposa del emperador Claudio.